# Adalberto Martínez Flores
Adalberto Martínez Flores (Asuncion, 8 juli 1951) is een Paraguayaans geestelijke en een kardinaal van de Rooms-Katholieke Kerk.
Martínez Flores studeerde economie aan de Nationale Universiteit van Asuncion. Van 1973 tot 1977 studeerde hij Engels en filosofie aan het Oblaten College in Washington D.C., waar hij een BA behaalde. In 1977 zette hij zijn studie voort aan de internationale school voor priesters van de Focolarebeweging in Frascati. Hij rondde zijn studie in 1981 af aan de Pauselijke Lateraanse Universiteit in Rome.
Martínez Flores werd op 24 augustus 1985 priester gewijd in het bisdom Sint-Thomas op de Amerikaanse Maagdeneilanden, waar hij vervolgens werkzaam was in pastorale functies. In 1994 keerde hij terug naar Paraguay waar hij eveneens pastorale functies vervulde.
Op 14 augustus 1997 werd Martínez Flores benoemd tot hulpbisschop van Asuncion en tot titulair bisschop van Tatilti; zijn bisschopswijding vond plaats op 8 november 1997. Op 18 mei 2000 volgde zijn benoeming tot bisschop van San Lorenzo. Hij werd op 19 februari 2007 overgeplaatst naar het bisdom San Pedro.
Op 14 maart 2012 werd Martínez Flores benoemd tot bisschop voor het militair ordinariaat van Paraguay. Op 23 juni 2018 volgde zijn benoeming tot bisschop van Villarrica del Espíritu Santo. Martínez Flores werd op 17 februari 2022 benoemd tot aartsbisschop van Asuncion.
Sinds 2018 is Martínez Flores tevens voorzitter van de bisschoppenconferentie van Paraguay.
Martínez Flores werd tijdens het consistorie van 27 augustus 2022 kardinaal gecreëerd. Hij kreeg de rang van kardinaal-priester. Zijn titelkerk werd de San Giovanni a Porta Latina.